# Paral·lel 1° sud

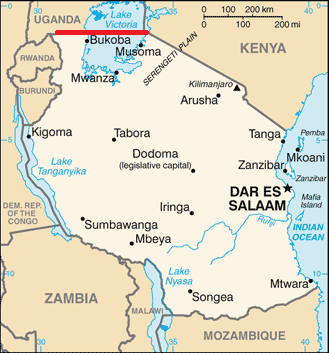
El paral·lel 1º Sud forma la major part de la frontera nord de Tanzània amb Uganda i una petita secció de la seva frontera amb Kenya.

El paral·lel 1° sud és un cercle de latitud que és de 1 grau sud de l'Equador de la Terra. Travessa l'oceà Atlàntic, l'Àfrica, l'Oceà Índic, el Sud-est Asiàtic, l'Australàsia, l'Oceà Pacífic i Amèrica del Sud.
El paral·lel defineix la major part de la frontera entre Tanzània i Uganda, i una part molt curta de la frontera entre Kenya i Tanzània. Al nivell d'1° de latitud sud, un grau de longitud equival a 111,303 km.; la llargada total del paral·lel és doncs de 40.069 km, i es troba a 111 km de l'Equador i a 9.891 del pol Sud.

## Al voltant del món
A partir del Meridià de Greenwich i cap a l'est, el paral·lel 20 ° nord passa per: 
| Coordenades                             | País. Territori o mar      | Notes |
| --------------------------------------- | -------------------------- | --- |
| 1° 0′ S, 0° 0′ E / 1.000°S,0.000°E      | Oceà Atlàntic              | |
| 1° 0′ S, 8° 52′ E / 1.000°S,8.867°E     | Gabon                      | |
| 1° 0′ S, 14° 25′ E / 1.000°S,14.417°E   | Rep. del Congo             | |
| 1° 0′ S, 17° 20′ E / 1.000°S,17.333°E   | R.D. del Congo             | |
| 1° 0′ S, 29° 35′ E / 1.000°S,29.583°E   | Uganda                     | |
| 1° 0′ S, 30° 45′ E / 1.000°S,30.750°E   | Frontera Uganda / Tanzània | la majoria al Llac Victòria |
| 1° 0′ S, 30° 55′ E / 1.000°S,30.917°E   | Frontera Kenya / Tanzània  | Una petita secció de la frontera (uns 11 km), totalment al Llac Victòria |
| 1° 0′ S, 34° 1′ E / 1.000°S,34.017°E    | Kenya                      | Passa uns 30 km al nord de la capital, Nairobi |
| 1° 0′ S, 41° 7′ E / 1.000°S,41.117°E    | Somàlia                    | |
| 1° 0′ S, 42° 2′ E / 1.000°S,42.033°E    | Oceà Índic                 | Passa just al sud d'atol d'Addu, Maldives |
| 1° 0′ S, 98° 39′ E / 1.000°S,98.650°E   | Indonèsia                  | Illa de Siberut |
| 1° 0′ S, 98° 56′ E / 1.000°S,98.933°E   | Estret de Mentawai         | |
| 1° 0′ S, 100° 21′ E / 1.000°S,100.350°E | Indonèsia                  | Illa de Sumatra |
| 1° 0′ S, 103° 59′ E / 1.000°S,103.983°E | Estret de Karimata         | |
| 1° 0′ S, 109° 27′ E / 1.000°S,109.450°E | Indonèsia                  | Illes de Maya Karimata i Borneo |
| 1° 0′ S, 117° 8′ E / 1.000°S,117.133°E  | Estret de Makassar         | |
| 1° 0′ S, 119° 28′ E / 1.000°S,119.467°E | Indonèsia                  | Illa de Sulawesi |
| 1° 0′ S, 120° 30′ E / 1.000°S,120.500°E | Golf de Tomini             | |
| 1° 0′ S, 121° 23′ E / 1.000°S,121.383°E | Indonèsia                  | Illa de Sulawesi |
| 1° 0′ S, 122° 47′ E / 1.000°S,122.783°E | Mar de Banda               | |
| 1° 0′ S, 123° 12′ E / 1.000°S,123.200°E | Indonèsia                  | Illa de Sulawesi |
| 1° 0′ S, 123° 22′ E / 1.000°S,123.367°E | Mar de les Moluques        | |
| 1° 0′ S, 128° 19′ E / 1.000°S,128.317°E | Indonèsia                  | Illa de Damar |
| 1° 0′ S, 128° 24′ E / 1.000°S,128.400°E | Mar d'Halmahera            | |
| 1° 0′ S, 130° 38′ E / 1.000°S,130.633°E | Indonèsia                  | Illes de Salawati i Nova Guinea |
| 1° 0′ S, 134° 3′ E / 1.000°S,134.050°E  | Badia de Cenderawasih      | |
| 1° 0′ S, 134° 48′ E / 1.000°S,134.800°E | Indonèsia                  | Illa de Noemfoor |
| 1° 0′ S, 134° 57′ E / 1.000°S,134.950°E | Badia de Cenderawasih      | |
| 1° 0′ S, 135° 48′ E / 1.000°S,135.800°E | Indonèsia                  | Illa de Biak |
| 1° 0′ S, 136° 8′ E / 1.000°S,136.133°E  | Oceà Pacífic               | Passa just al nord dels atols de Pelleluhu i Heina, Papua Nova Guinea · Passa just al sud de les illes Kaniet, Papua Nova Guinea · Passa just al sud de Banaba, Kiribati · Passa entre els atols de Nonouti i Tabiteuea, Kiribati |
| 1° 0′ S, 91° 26′ O / 1.000°S,91.433°O   | Equador                    | Illa de Isabela |
| 1° 0′ S, 91° 4′ O / 1.000°S,91.067°O    | Oceà Pacífic               | Passa just al sud de l'illa de San Cristóbal, Equador |
| 1° 0′ S, 80° 51′ O / 1.000°S,80.850°O   | Equador                    | |
| 1° 0′ S, 75° 23′ O / 1.000°S,75.383°O   | Perú                       | |
| 1° 0′ S, 74° 16′ O / 1.000°S,74.267°O   | Colòmbia                   | |
| 1° 0′ S, 69° 25′ O / 1.000°S,69.417°O   | Brasil                     | Amazonas Roraima Amazonas Pará estat d'Amapá Maranhão Pará - Illes de Grande do Gurupá i Marajó, i el continent |
| 1° 0′ S, 46° 11′ O / 1.000°S,46.183°O   | Oceà Atlàntic              | |